# Fort Saint-Aubin
Le fort Saint-Aubin (en jersiais : Fort d'Saint Aubîn, en anglais : St Aubin's Fort) est situé sur l’île de Jersey au sud de la paroisse de la ville de Saint-Brélade. Il s'élève dans la baie de Saint-Aubin sur la côte sud de Jersey près de la ville de Saint-Hélier. Le site est désigné comme site spécial d'intérêt (SSI) (site of special interest).

## Histoire
L'édifice fut construit au XVIe siècle sur un îlot rocheux qui est une presqu'île à marée basse. Le fort fut construit afin de repousser les navires ennemis et mettre le port de Saint-Hélier hors de portée de leur tir.
Durant la Seconde Guerre mondiale, les troupes d'occupation allemandes ont renforcé avec des structures en béton les défenses du fort.

## Fréquentation
Le fort Saint-Aubin est devenu un centre sportif destiné aux jeunes.

## Liens externes

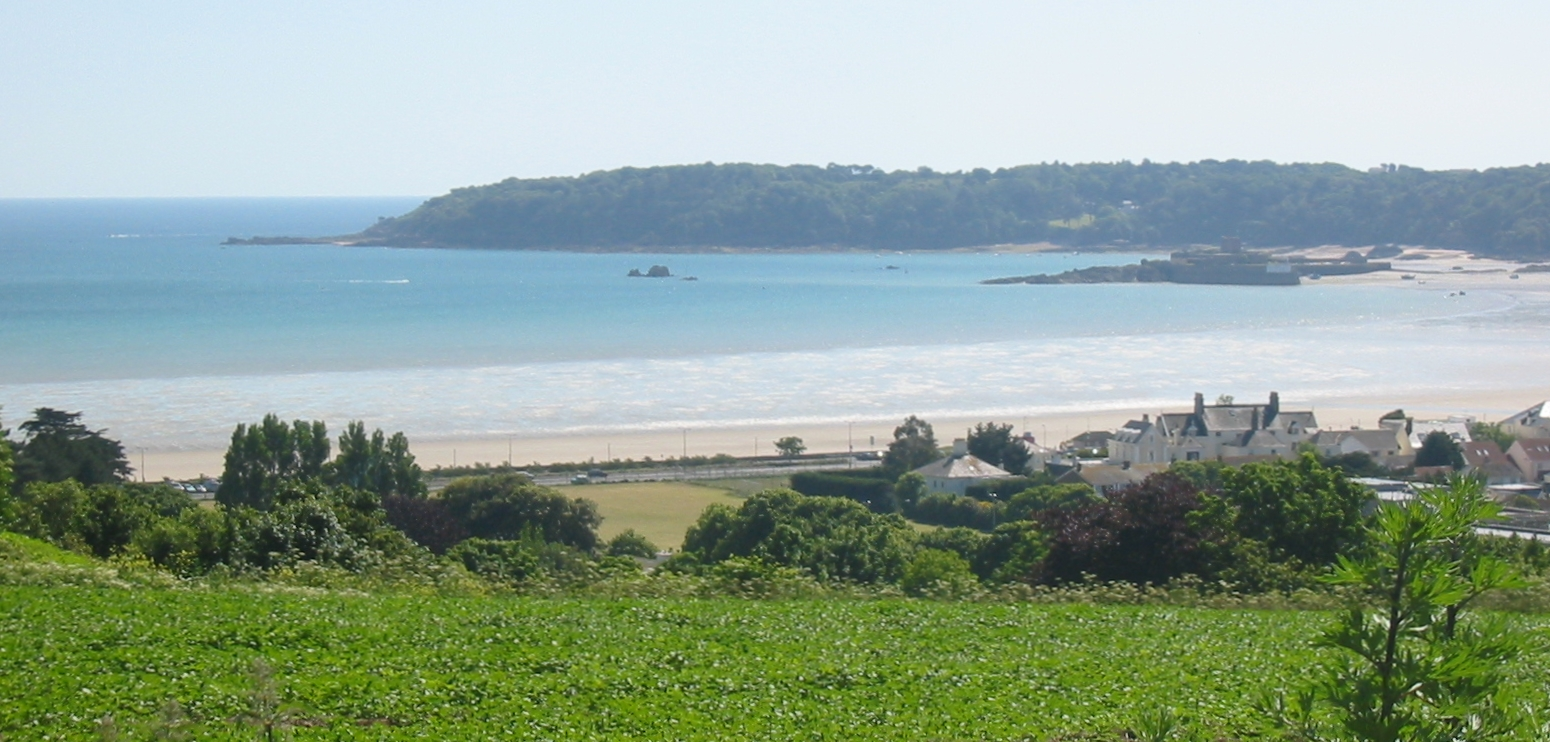
Le fort Saint-Aubin dans la baie de Saint-Aubin.

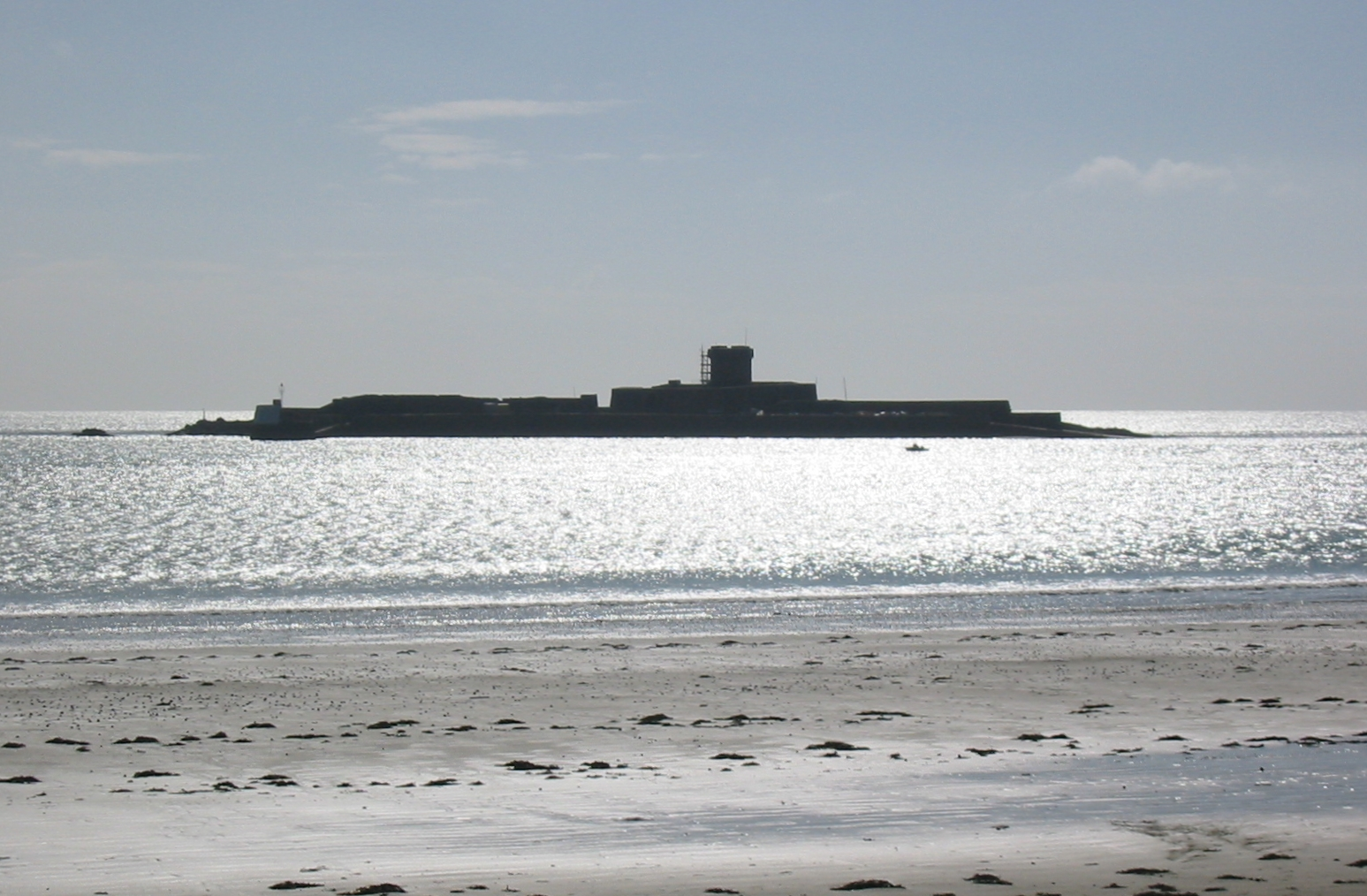
Le fort de Saint-Aubin à marée haute.